# Baiacu-filipino
O baiacu-filipino (Arothron manilensis), é uma espécie de baiacu costeiro que habita águas tropicais do Oceano Pacífico. Essa espécie de baiacu tem o costume de viver próximo de fundos arenosos, pois tem o costume de soprar a areia em busca de alimento, como pequenos camarões e caranguejos. Assim como outras espécies de baiacu, possui uma toxina em sua carne altamente venenosa, a tetrodotoxina, além de também quando se sente ameaçado, expande seu estômago engolindo água para parecer maior e afugentar o predador.
Essa espécie de baiacu é nativo do Oceano Pacífico, podendo ser encontrado nas Filipinas, de Manila para Luzon até as Ilhas Ryukyu e Ogasawara, sul do Japão para Nova Gales do Sul, Austrália e Samoa.